# Kwadwo Boamah
 Kwadwo Boamah  (sinh ngày 7 tháng 6 năm 1989) là một cầu thủ bóng đá người Ghana. Hiện tại anh thi đấu ở Ghana cho Real Sportive.

## Sự nghiệp
Tiền vệ phòng ngự bắt đầu sự nghiệp bởi BA Stars ở Brong-Ahafo, trước khi chuyển đến Real Sportive năm 2007.